# Ca l'Artigues del Palou
Ca l'Artigues del Palou és una masia de Sant Pere de Ribes (Garraf) protegida com a bé cultural d'interès local.

## Descripció
Masia situada al nucli del Palou Alt, entre les cases de Can Comes i Can Puça. És un edifici cantoner de planta rectangular, que es compon de diversos cossos superposats. Consta de planta baixa i pis i té la coberta a una vessant, la de gregal que desaigua al lateral i la de garbí a la façana principal. S'hi accedeix per un portal d'arc de mig punt adovellat que es troba descentrat en el frontis. Al seu voltant hi ha diverses finestres d'arc pla arrebossat, a més d'un portal d'arc escarser ceràmic situat a l'altre cos. Al costat del portal hi ha un pedrís ceràmic on hi ha gravada la data "1806". A la façana de gregal hi ha un cos quadrangular que sembla correspondre's amb la comuna, així com un pòrtic perpendicular d'arc rebaixat ceràmic, que condueix al celler. El revestiment dels murs es manté arrebossat, excepte a la planta baixa, on es troba repicat mostrant la pedra vista. En una de les estances de la planta baixa s'hi conserva un sostre de guix amb frisos d'escuts heràldics custodiats per lleons i altres relleus decoratius. D'altra banda, al celler hi ha dos grans arcs de diafragma de pedra, un d'arc de mig punt i l'altre d'arc apuntat, que indiquen l'origen medieval de la construcció.

## Notícies històriques
La casa de Ca l'Artigues és una construcció d'origen medieval prop de la qual hi podria haver existit una fortificació no localitzada de Ribes. El topònim Palau sembla derivar de Palatiolo, pel que aquesta hipòtesi no s'ha de descartar. Més endavant, segons consta en el llibre d'Apeo de l'any 1847, la masia pertanyia a Josep Artigas.